# Sony Ericsson P1
El P1, es un teléfono inteligente fabricado por Sony Ericsson. Pertenece a la familia “P”, es sucesor del P990, y fue anunciado en el segundo trimestre de 2007.

## Descripción
El P1 es un teléfono inteligente, GSM 900/1800/1900 y con soporte para UMTS y HSDPA, Wi-Fi, Bluetooth A2DP, Infrarrojos, Radio FM, posee un sistema Symbian OS 9.1 con UIQ 3.0, compatibilidad con aplicaciones Microsoft Office y cuenta con cámara de 3.2 MP con Auto Focus y cámara frontal VGA para videoconferencia.
Sony Ericsson diseño un modelo que tuviera un buen aspecto, pero que tuviera una gran utilidad y soporte para las tecnologías más recientes algo ya característico de la serie "P".
Actualmente la serie "P" se encuentra descontinuada, los teléfonos de gama alta orientados a ejecutivos se encuentran ahora en los XPERIA. Se podría considerar como "reemplazo" del P1 al G900, un teléfono inteligente de 2008 que posee gran similitud y una notable evolución en cuanto a hardware y software respecto al P1, siendo su característica menos parecida el carecer de teclado QWERTY y remplazarlo con un alfanumerico.

## Características

### General
Lanzamiento
- 2.º trimestre de 2007

En Producción
- No, (Descontinuado)

Bandas de operación
- UMTS, HSDPA, GSM 900 / GSM 1800 / GSM 1900

Dimensiones (mm)
- 106 x 55 x 17

Peso (gr)
- 124

Batería
- Estándar Li-Ion 1120 mAh

Autonomía en espera (H)
- 440

Autonomía en conversación (H)
- 10 [En GSM]

Certificación tasa específica de absorción (SAR)
- Si

### Diseño
Forma
- Candybar

Pantalla
- Color, TFT Táctil, 256K colores, 2.6"

Resolución (píxeles)
- 240 x 320

Teclado
- QWERTY completo.
- Reconocimiento de escritura a mano.

### Memoria
Contactos
- Memoria en SIM 250
- Memoria en el teléfono 1000 [Puede variar]

Memoria dinámica
- 160 MB memoria interna compartida

Registro de llamadas
- llamadas realizadas 30 [Puede variar]
- llamadas recibidas 30 [Puede variar]
- llamadas perdidas 30 [Puede variar]

Memoria SMS
- 250 mensajes [Puede variar]

Memoria agenda/tareas
- 160 MB de memoria compartida

Ampliación de memoria
- Slot para tarjetas Memory Stick Micro (M2) Hasta 4 GiB [Incluida una de 512 MiB

### Organizador
- Calendario
- Lista de tareas/agenda
- Calculadora
- Reloj
- Alarmas

### Gestión de Llamadas
- Vibración en llamada
- Grabación de voz
- Marcación por voz
- Marcación directa por tecla
- Manos libres integrado
- Llamada a emergencias
- Remarcado automático
- Respuesta automática

### Cámara
Resolución
- QXGA  3.2 MP [2048x1536]
- Video (QCIF)

Interfaz
- Propia

Iluminación
- Autofocus (2 Led)
- Flash (2 Led)

### Entretenimiento
Reproductor de audio
- Formatos: MP3, AAC-LC, eAAC+, AAC+, HE AAC, AMR-NB, AU, iMelody, MIDI, SP-MIDI, RMF, WAV, WMA, XMF, DLS, Real Audio 8

Soporte para Imágenes
- Formatos: BMP, GIF, JPEG, MBM, PNG, WBMP, SVG Tiny 1.1

Reproductor de video
- Formatos: MPEG-4 (H.263, H.264), AAC-LC, AMR-NB, 3GPP, RealMedia, WMV

Streaming
- Formato: RTSP according to 3GPP

Melodías polifónicas
- MIDI

Editor de video
Protector de Pantallas
Juegos y aplicaciones
- Java Micro Edition

Radio
- FM con RDS

### Software
Sistema operativo
- Symbian OS 9.1

MIDP
- Java MIDP 2.0

Descarga de aplicaciones
- Java

Compatibilidad con aplicaciones Microsoft Office
- WORD, EXCEL, POWERPOINT, PDF

### Colectividad
Módem
- Integrado

Velocidad
- Hasta 384 kbit/s [con UMTS]

Infrarrojos
Bluetooth
- v2.0 con A2DP

Sincronización
- Solo PC con Windows 2000, XP o Vista

Medio de sincronización
- Puerto USB 2.0, Bluetooth

Sincronización con terminales móviles
- Puerto USB 2.0, Infrarrojos, Bluetooth, Wi-Fi

### Mensajería
Mensajes cortos
- Envío / Recepción / Difusión

Mensajería multimedia
- MMS

Email
- Cliente POP3, SMTP, IMAP4 y MIME

#### Internet Móvil
Navegador
- Navegador Opera Mobile 8
- Soporte para: HTML 4.1, xHTML 1.0, CSS, Javascript (ECMAScript), Lector RSS
- Seguridad TLS/SSL

GPRS
- Clase 10 (4+1/3+2), 32 - 48 kbit/s

WLAN
- Wi-Fi 802.11b